# فراموش کردم که وجود داشتی
«فراموش کردم که وجود داشتی» (انگلیسی: I Forgot That You Existed) ترانه‌ای از تیلور سوئیفت، خواننده-ترانه‌سرای آمریکایی از هفتمین آلبوم استودیویی او، معشوق (۲۰۱۹) است. این ترانه را سوئیفت در کنار لوئیس بل و فرانک دوکس نوشت و تهیه کرد. «فراموش کردم که وجود داشتی» ترانه‌ای پساتراپیکال هاوس با ساختار مینی‌مالیستی است که اشعاری با مضامین کنار آمدن و احساس بی‌تفاوتی نسبت به دردهای گذشته دارد. این ترانه در بین ۴۰ عنوان برتر جدول تک‌آهنگ‌های استرالیا، کانادا، سنگاپور و ایالات متحده قرار گرفت و در استرالیا گواهی پلاتین و در انگلستان گواهی نقره دارد.